# Останкинский завод бараночных изделий

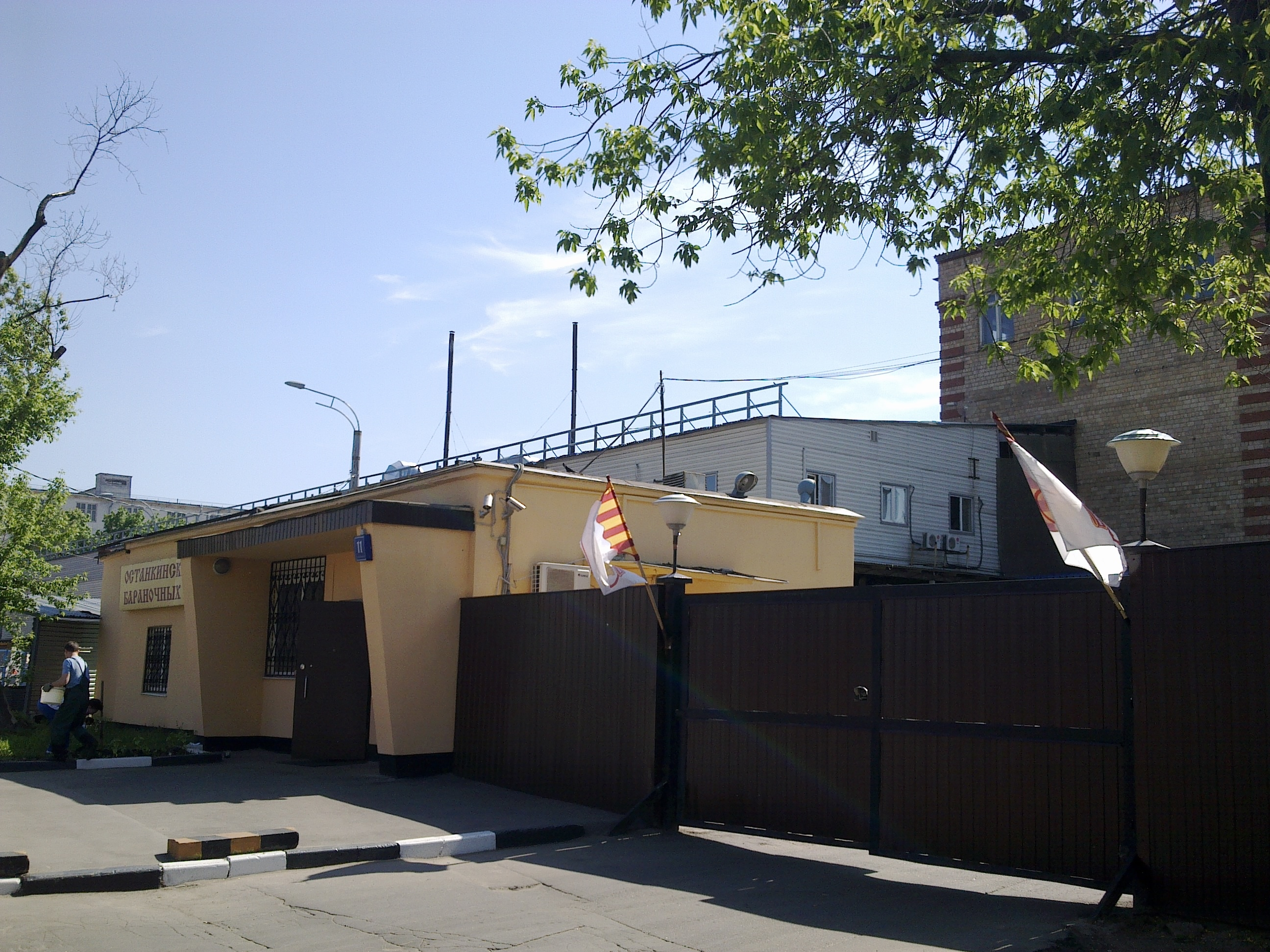
Заезд на территорию и проходная

Останкинский завод бараночных изделий (ОЗБИ) — предприятие пищевой промышленности в Бутырском районе Москвы, специализирующееся на выпуске баранок и сушек, производит также сухари, хлебные палочки, печенье, другие хлебные снэки.
Создано в 1966 году, в 1993 году акционировано, в 2003 году сменило собственников. Объём производства по состоянию на 2016 год — 29 тонн готовой продукции в сутки при полной суточной мощности 50 тонн, до запуска в 2010 году на Владимирском хлебокомбинате линии мощностью 20 тонн в сутки являлось крупнейшим российским производителем хлебно-снэкового ассортимента.
Производственный комплекс расположен на земельном участке площадью 1,76 га, примыкающим северо-западной частью к территории завода «Карат», и ограниченным с северо-востока Огородным проездом. В непосредственной близости к проходной предприятия находится южный вестибюль станции метро «Бутырская» Московского метрополитена.

## История
Датой основания считается 14 июля 1966 года, спроектирован как экспериментальное предприятие, апробирующее технологии выпечки сушечно-бараночного ассортимента для последующего применения на других хлебопекарных производствах, в связи с чем назван «Московский опытный завод бараночных изделий». Главным инженером завода назначен механик Московского комбината бараночных изделий Ефим Бурлаченко, разработавший в 1950-е годы автоматизированный ленточный конвейер, не требующий ручных операций и ошпарки заготовок из теста в кипятке.
К началу 1970-х годов мощность предприятия составила 15 тонн сушек и 5 тонн баранок в сутки. В начале 1970-х годов для завода закуплены две итальянские линии по выпечке гриссини, и впервые в Советском Союзе освоен выпуск этого продукта, первые объёмы производства палочек составляли 20 тыс. пакетов в сутки.
В 1993 году в рамках программы приватизации предприятие было акционировано. В условиях зарождающегося рынка экспериментальные функции предприятия оказались не востребованы, и заводу пришлось напрямую конкурировать с другими производителями отрасли. С 1995 года отмечался значительный спад объёмов производства, а к 2001 году завод работал только трое суток в неделю, сообщалось о задержках выплаты заработной платы.
В 2002—2003 годы акции предприятия у трудового коллектива, долгое время не получавшего дивиденды, были скуплены, и сконцентрированы в руках одной группы собственников; существовали ожидания, что завод будет остановлен, а территория подвергнется редевелопменту. Однако предприятие продолжило функционирование, восстановлены объёмы производства, была проведена частичная модернизация.
К 2008 году средний возраст работников предприятия составил 53 года, значительная часть работников — гастарбайтеры из Узбекистана, Таджикистана и Молдавии. В 2008 году предприятие испытывало трудности с закупкой сырья: из-за высокой долговой нагрузки завода многие поставщики отказывались отпускать ему муку в рассрочку. К 2009 году основные долги были погашены, завод получил субсидию от Правительства Москвы в размере 25 млн руб. на модернизацию производства, за 2008—2009 годы штат предприятия увеличен на 20 %. К 2010 году средняя месячная заработная плата рабочих завода составила 30 тыс. руб.
В 2012 году в связи со строительством метро Бутырская непосредственно на территории завода запущены работы по переносу всех коммуникаций (энергоснабжения, телефонных линий, водопровода, системы теплоснабжения).

## Производство и сбыт
Основные поставщики сырья — Новомосковский и Подольский мукомольные комбинаты.
Основное оборудование по состоянию на 2008 год — 1950-х годов выпуска. Линии по выпуску хлебных палочек (гриссини) закуплены в 1970 году у итальянских производителей Polin и Pagani e Sacco. Среди конвейерных систем завода отмечались автоматизированная ленточная бараночная линия начала 1970-х годов, созданная в 1986 году нестандартная линия по выпечке сушек с автоматической подачей теста к формовочным машинам мощностью 1700 кг готовой продукции в смену, а также запущенная в конце 2000-х годов бараночная линия с числовым программным управлением мощностью 500 кг в час. В 2010-е годы освоено производство мини-сушек и затяжного печенья.
Торговые марки выпускаемой продукции — «Семейка ОЗБИ», Manifesto и «Коханки», 95 % продукции сбывается в крупные розничноторговые сети, в том числе в «Ашан» и «Дикси», где для продуктов завода выделены специализированные прилавки. Наибольший объём продаж у ванильных баранок, баранок с маком, ванильных и простых сушек. Продукция завода в основном дороже аналогичных изделий других предприятий отрасли. Часть продукции экспортируется, среди стран-импортёров — США, Канада, Израиль, Латвия, Белоруссия, Казахстан.

## Собственники и руководство
Директор предприятия в 1990-е годы и до смены собственников в 2003 году — Лидия Фоменко.
В 2003—2008 годы руководила предприятием Ирина Анипченко, генеральный директор с 2008 года — Александр Котов. По состоянию на 2016 год предприятие возглавляет Дмитрий Стерлигов.
Юридическое лицо, управляющее предприятием — закрытое акционерное общество «Останкинский завод бараночных изделий». В отчётных документах от 2013 года генеральным директором закрытого акционерного общества указан Наум Вельтман. Долей в более 98 % закрытого акционерного общества владеют три гражданина Казахстана. На территории предприятия располагается складской центр и грузовая автоколонна компании «Город сладостей», зарегистрированной по адресу имущественного комплекса завода (Огородный проезд, 11) и занимающейся оптовой торговлей кондитерскими изделиями различных производителей; летом 2010 года сообщалось о слиянии завода и «Города сладостей».

## Критика
Отмечалось использование образов детей на упаковке продукции, неприменимой для детского питания: в состав печенья с изюмом под маркой «Семейка ОЗБИ» входит недопустимая в детском диетическом рационе сорбиновая кислота.
В 2014 году прокуратура Москвы выявила нарушения правил промышленной безопасности на предприятии, в частности, у завода не было плана мероприятий на случай аварий, а генеральный директор не был аттестован по промышленной безопасности; в связи с нарушениями Ростехнадзором на завод наложен штраф в размере 200 тыс. руб.